# Toit familial

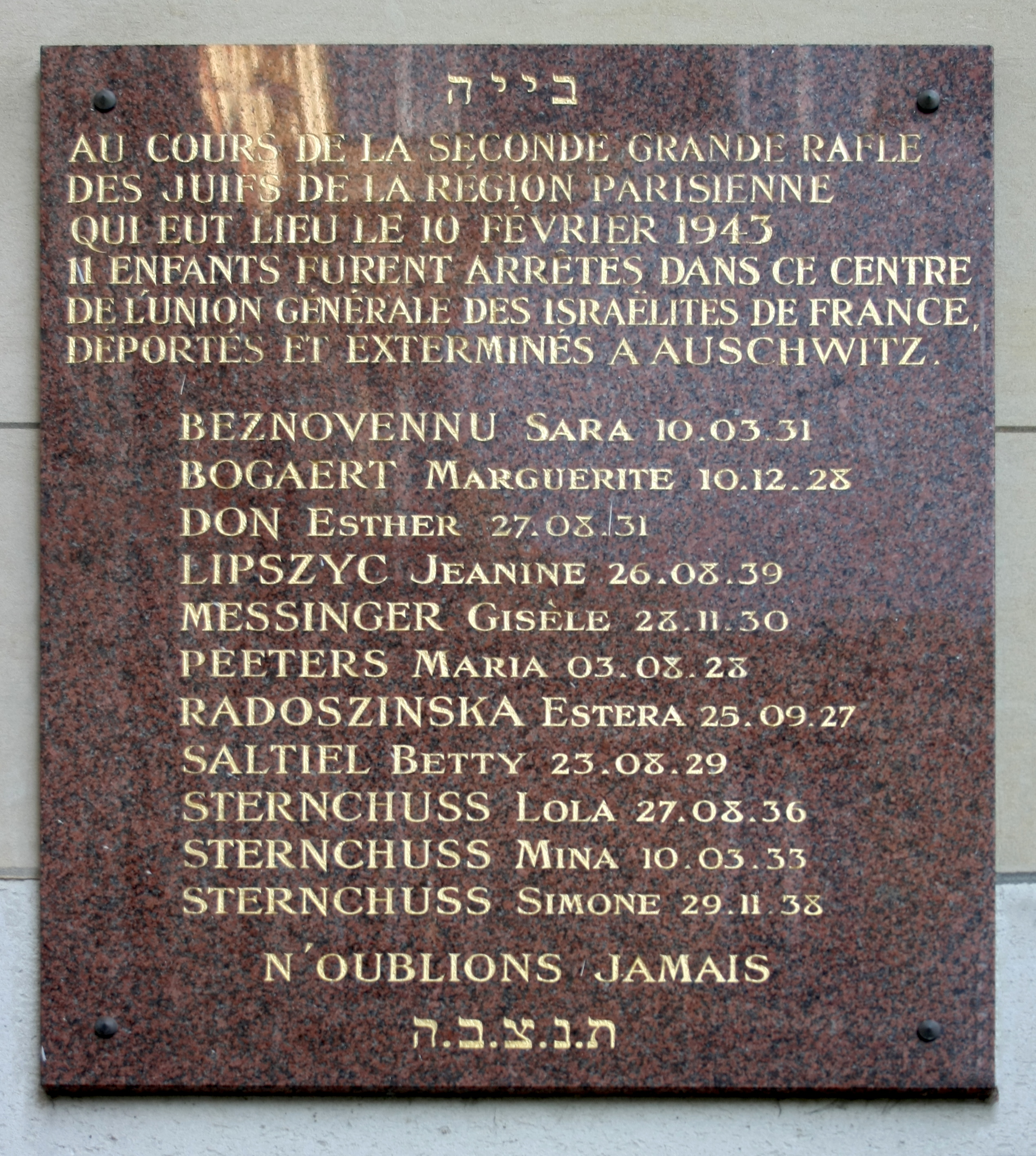
Plaque commémorative apposée à l'entrée du 9, rue Guy-Patin.

Le Toit familial, situé au 9, rue Guy-Patin dans le 10e arrondissement de Paris, est un home israélite pour jeunes filles ouvert en 1904. Devenu pendant l'occupation un centre d'accueil de l'Union générale des israélites de France, le bâtiment est devenu après-guerre un foyer d'artistes, un foyer étudiant jusqu'en 2000, avant de devenir un immeuble de logements sociaux.

## Histoire
En 1899 la baronne Adélaïde de Rothschild, épouse d'Edmond de Rothschild, fait le don de cet immeuble, dans le but de créer un home (sorte de pensionnat) pour jeunes filles israélites,,,,.
L'établissement, comme toutes les œuvres de bienfaisance et d'entraide destinées aux Juifs, est rattaché à partir de 1941 à l'Union générale des israélites de France. À la suite des rafles de l'été 1942, le centre accueille ainsi des enfants juifs restés seuls après l’arrestation de leurs parents. En 1943, la police française, sur les ordres de Heinz Röthke, vient y arrêter 11 d'entre eux, victimes de la rafle du 10 février 1943.
Après la Seconde Guerre mondiale, l'immeuble du Toit familial devient le seul foyer ouvert à la jeunesse étudiante juive. Il ferme ses portes en 2000.

### Rafle du 10 février 1943
À la suite des rafles de l'été 1942, le centre accueille des enfants juifs restés seuls après l’arrestation de leurs parents. En 1943, la police française, sur les ordres de Heinz Röthke, vient y arrêter 11 d'entre-eux, victimes de la rafle du 10 février 1943. Il fallait remplir le train.... Elles sont déportées le lendemain par le convoi No. 47, en date du 11 février 1943, de Drancy à Auschwitz, où elles sont assassinées à leur arrivée:
- Sarah Beznovennu (11 ans)

Elle est née le 10 mars 1931 à Anvers, en Belgique. Sa mère, Tauba Beznovennu (née Prangel) (39 ans), née le 1er janvier 1903 à Lublin, en Pologne est déportée par le convoi No. 38, en date du 28 septembre 1942 de Drancy à Auschwitz. Tauba et Sara Beznovennu habitaient pour leur dernière adresse au 111 faubourg du Temple, dans le 10e arrondissement de Paris.
- Marguerite Bogaert (20 ans), née le 10 février 1923

Elle est née à Bruxelles, en Belgique.
- Esther Don (11 ans)

Elle est née le 27 août 1931 à Varsovie en Pologne. Sa dernière adresse était au 20 rue Vieille-du-Temple dans le 4e arrondissement de Paris.
- Jeanine Lipszyc (3 ans)

Elle est née le 26 août 1939 à Paris. Ses deux frères, Joseph Lipszyc (11 ans), né le 6 août 1931 à Radom, en Pologne et Zalmen Lipszyc (8 ans), né le 15 octobre 1934 à Radom en Pologne, arrêtés dans la Rafle de l'UGIF Lamarck sont aussi déportés par le cnvoi No. 47. La dernière adresse des 3 enfants était : 16 rue de Tourtille dans le 20e arrondissement de Paris.
- Gisela Messinger (12 ans)

Elle est née le 28 novembre 1930 à Essen en Allemagne. Son père, Moses Messinger (41 ans), est né le 14 septembre 1900 à Wisniez. Sa mère, Viola Messinger (née Konig) (40 ans), est née le 8 février 1902 à Przeworsk, en Pologne. Moses et Viola Messinger sont déportés par le convoi No. 6, en date du 17 juillet 1942 de Pithiviers à Auschwitz. Son frère, Alexander Messinger (4 ans), né le 28 mai 1938, à Essen, en Allemagne, est arrêté au Creusot et déporté par le convoi No. 42, en date du 6 novembre 1942, de Drancy à Auschwitz. La famille habitait au 21 rue de Moulins à Montceau-les-Mines en Saône-et-Loire.
- Maria Peeters (14 ans)

Elle est née le 3 août 1928 à Bruxelles en Belgique. Elle habitait Belfort.
- Estera Radoszinska (15 ans)

Elle est née le 25 septembre 1927 à Minsk. Son père, Moschay Radoszinski (40 ans), né le 12 novembre 1901 à Minsk Mazowiecki, est déporté par le convoi No. 2, en date du 5 juin 1942, de Compiègne à Auschwitz. Sa mère, Liba Radoszinski (née Mikanowska) (36 ans), née le 1er janvier 1906 à Minsk Mazowiecki, est déportée par le convoi No. 14, en date du 3 août 1942 de Pithiviers à Auschwitz. Sa sœur, Fajga Radoszinski (12 ans), née le 15 septembre 1929 à Minsk, est déportée par le convoi No. 20, en date du 17 août 1942. de Drancy à Auschwitz. La famille habitait au 126 avenue de Choisy dans le 13e arrondissement de Paris.
- Betty Saltiel (13 ans)

Elle est née le 23 août 1929 à Salonique en Grèce. Son père, Samuel Saltiel (47 ans), né le 1er janvier 1895, à Salonique en Grèce, est déporté par le convoi No. 44, en date du 9 novembre 1942 de Drancy vers Auschwitz. Sa mère, Elvira Saltiel (née Naar) (45 ans), née le 1er janvier 1897, à Salonique en Grèce, est aussi déportée par le convoi No. 44. Sa sœur, Alice Saltiel (18 ans), née le 6 février 1925 à Salonique en Grèce, est déportée avec Betty Saltiel dans le convoi No. 37. La famille habitait au 50 rue Richer dans le 9e arrondissement de Paris.
- Lola Sternchuss (6 ans)

Elle est née le 22 août 1936 à Angers. Sa dernière adresse est au 52 chemin des Petites-Pannes à Angers (Maine-et-Loire).
- Mina Sternchuss (9 ans)

Elle est née le 10 mars 1933 à Angers. Sa dernière adresse est au 52 chemin des Petites-Pannes à Angers (Maine-et-Loire).
- Simone Sternchuss (4 ans)

Elle est née le 29 novembre 1938 aux Ponts-de-Cé (Maine-et-Loire). Sa dernière adresse est au 52 chemin des Petites-Pannes à Angers (Maine-et-Loire).